# Chiesa di San Martino Vescovo (San Martino di Terzo)
La chiesa di San Martino Vescovo è la parrocchiale di San Martino, frazione di Terzo di Aquileia, in provincia di Udine ed arcidiocesi di Gorizia; fa parte del decanato di Aquileia.

## Storia
Sembra che a San Martino di Terzo esistesse una pieve già nell'XI secolo. Questa chiesa venne affrescata nei secoli XIII e XIV. Alla fine del Quattrocento fu riedifcato il presbiterio. 
Tra la fine del XVII e l'inizio del XVIII l'edificio venne praticamente ricostruito. 
Nel Settecento furono, inoltre, edificati la sacrestia ed il campanile. Nel XIX secolo venne realizzata la copertura della torre campanaria e, tra il 1913 ed il 1926, furono restaurati gli affreschi della chiesa. 
Nel 1944 la chiesa divenne parrocchiale e subì un importante lavoro di restauro, terminato nel 1946.